# جونينيو كابيكسابا
لويس أنطونيو دا روشا جونيور (بالبرتغالية: Luis Antônio da Rocha Júnior‏) المعروف بإسم جونينيو كابيكسابا (بالبرتغالية: Juninho Capixaba‏) هو لاعب كرة قدم برازيلي من مواليد 6 يوليو 1997 في ايتابيميريم دي كاتشويرو.

## مسيرته
بدا مسيرته في نادي باهيا ثم إنتقل لنادي كورينثيانز ثم لنادي غريميو ثم عاد لباهيا ثم إنتقل لنادي فورتاليزا ثم لنادي ريد بل براغانتينو البرازيلية.

## وصلات
جونينيو كابيكسابا على موقع قاعدة بيانات كرة القدم.إي يو (الإنجليزية)
- جونينيو كابيكسابا على موقع Soccerway.com (الإنجليزية)